# Ischnocoris
Ischnocoris är ett släkte av insekter. Ischnocoris ingår i familjen fröskinnbaggar.
Släktet innehåller bara arten Ischnocoris angustulus.